# A Shadow of the Past

A Shadow of the Past est un film muet américain réalisé par Thomas H. Ince et sorti en 1913.

## Fiche technique
- Réalisation : Thomas H. Ince
- Scénario : C. Gardner Sullivan
- Date de sortie : 
  - États-Unis : 22 janvier 1913

## Distribution
- Richard Stanton : Bill
- Ann Little : Gertrude
- J. Barney Sherry : Colonel Boyd
- Mildred Harris : Mildred